# Puchar Sześciu Narodów Kobiet 2019
Puchar Sześciu Narodów Kobiet 2019 – osiemnasta edycja Pucharu Sześciu Narodów Kobiet, międzynarodowych rozgrywek w rugby union dla żeńskich reprezentacji narodowych. Zawody odbyły się w dniach 1 lutego – 17 marca 2019 roku, a zwyciężyła w nich reprezentacja Anglii, która pokonała wszystkich rywali i tym samym zdobyła dodatkowo Wielkiego Szlema.
Wliczając turnieje w poprzedniej formie, od czasów Home Internal Championship i Pucharu Pięciu Narodów, była to dwudziesta czwarta edycja tych zawodów.

## Mecze
| 1 lutego 201921:00 | Irlandia | 7:51(0:13) | Anglia | Energia Park, Dublin Sędzia: Aimee Barrett-Theron |
| 1 lutego 201921:00 |          | 7:51(0:13) |        | Energia Park, Dublin Sędzia: Aimee Barrett-Theron |

| 1 lutego 201914:15 | Szkocja | 7:28(7:7) | Włochy | Scotstoun Stadium, Glasgow Sędzia: Nikki O'Donnell |
| 1 lutego 201914:15 |         | 7:28(7:7) |        | Scotstoun Stadium, Glasgow Sędzia: Nikki O'Donnell |

| 2 lutego 201916:45 | Francja | 52:3(23:3) | Walia | GGL Stadium, Montpellier Sędzia: Sean Gallagher |
| 2 lutego 201916:45 |         | 52:3(23:3) |       | GGL Stadium, Montpellier Sędzia: Sean Gallagher |

| 8 lutego 201914:15 | Szkocja | 5:22(5:10) | Irlandia | Scotstoun Stadium, Glasgow Sędzia: Beatrice Benvenuti |
| 8 lutego 201914:15 |         | 5:22(5:10) |          | Scotstoun Stadium, Glasgow Sędzia: Beatrice Benvenuti |

| 9 lutego 201917:45 | Włochy | 3:3(0:3) | Walia | Stadio Via del Mare, Lecce Sędzia: Aimee Barrett-Theron |
| 9 lutego 201917:45 |        | 3:3(0:3) |       | Stadio Via del Mare, Lecce Sędzia: Aimee Barrett-Theron |

| 10 lutego 201915:00 | Anglia | 41:26(24:0) | Francja | Castle Park, Doncaster Sędzia: Tim Baker |
| 10 lutego 201915:00 |        | 41:26(24:0) |         | Castle Park, Doncaster Sędzia: Tim Baker |

| 23 lutego 201915:15 | Włochy | 29:27(22:22) | Irlandia | Stadio Sergio Lanfranchi, Parma Sędzia: Laura Pettingale |
| 23 lutego 201915:15 |        | 29:27(22:22) |          | Stadio Sergio Lanfranchi, Parma Sędzia: Laura Pettingale |

| 23 lutego 201916:45 | Francja | 41:10(24:5) | Szkocja | Stadium Nord Lille Métropole, Villeneuve-d’Ascq Sędzia: Sara Cox |
| 23 lutego 201916:45 |         | 41:10(24:5) |         | Stadium Nord Lille Métropole, Villeneuve-d’Ascq Sędzia: Sara Cox |

| 24 lutego 201916:00 | Walia | 12:51(5:29) | Anglia | Cardiff Arms Park, Cardiff Sędzia: Clara Munarini |
| 24 lutego 201916:00 |       | 12:51(5:29) |        | Cardiff Arms Park, Cardiff Sędzia: Clara Munarini |

| 8 marca 201914:15 | Szkocja | 15:17(10:10) | Walia | Scotstoun Stadium, Glasgow Sędzia: Rebecca Mahoney |
| 8 marca 201914:15 |         | 15:17(10:10) |       | Scotstoun Stadium, Glasgow Sędzia: Rebecca Mahoney |

| 9 marca 201916:45 | Anglia | 55:0(21:0) | Włochy | Sandy Park, Exeter Sędzia: Aurélie Groizeleau |
| 9 marca 201916:45 |        | 55:0(21:0) |        | Sandy Park, Exeter Sędzia: Aurélie Groizeleau |

| 9 marca 201915:00 | Irlandia | 17:47(12:28) | Francja | Energia Park, Dublin Sędzia: Ian Tempest |
| 9 marca 201915:00 |          | 17:47(12:28) |         | Energia Park, Dublin Sędzia: Ian Tempest |

| 16 marca 201913:30 | Anglia | 80:0(45:0) | Szkocja | Twickenham Stadium, Londyn Sędzia: Joy Neville |
| 16 marca 201913:30 |        | 80:0(45:0) |         | Twickenham Stadium, Londyn Sędzia: Joy Neville |

| 17 marca 201914:45 | Walia | 24:5(12:5) | Irlandia | Cardiff Arms Park, Cardiff Sędzia: Hollie Davidson |
| 17 marca 201914:45 |       | 24:5(12:5) |          | Cardiff Arms Park, Cardiff Sędzia: Hollie Davidson |

| 17 marca 201917:00 | Włochy | 31:12(8:5) | Francja | Stadio Plebiscito, Padwa Sędzia: Sara Cox |
| 17 marca 201917:00 |        | 31:12(8:5) |         | Stadio Plebiscito, Padwa Sędzia: Sara Cox |